# Integral Fracionária
Integral fracionária é uma integral de ordem não-inteira.

## Motivação
Nas últimas décadas, o estudo de operadores de ordem não inteira tem ganhado muita relevância e diversas definições para integrais e derivadas de ordem arbitrária foram propostas, dentre as quais podemos destacar as definições de integral e derivada fracionária de Riemann-Liouville, derivada fracionária de Grünwald-Letnikov, derivada de Caputo, entre outras .
As integrais e derivadas de ordem não inteira possuem uma vasta gama de aplicações, nas mais diversas áreas do conhecimento, como física,
química, biomatemática, engenharia, economia, entre outros.
A integral de ordem arbitrária  , em outros aspectos, é fundamental para a formalização da definição de derivada fracionária, que é um dos assuntos mais importantes do Cálculo Fracionário.
Calcular a integral fracionária de uma função significa que tal função será integrada um número finito, {\displaystyle n}, de vezes, em que {\displaystyle n} pode ser um número real ou um número complexo.

## Operador Integral de ordemn{\displaystyle n}
Sendo {\displaystyle f(t):\mathbb {R} \rightarrow \mathbb {R} \,} uma função integrável, definimos o "operador integral" {\displaystyle I} , agindo sobre {\displaystyle f(t)}, como 
{\displaystyle If(t)\;=\;\int _{0}^{t}f(t_{1})dt_{1}}
{\displaystyle I^{2}f(t)\;=\;I[If(t)]\;=\;\int _{0}^{t}\int _{0}^{t_{1}}f(t_{2})dt_{2}dt_{1}}
{\displaystyle .}
{\displaystyle .}
{\displaystyle .}
{\displaystyle I^{n}f(t)\;=\;\int _{0}^{t}\int _{0}^{t_{1}}...\int _{0}^{t_{n-1}}f(t_{n})dt_{n}dt_{n-1}...dt_{2}dt_{1}}.

## Integral fracionária segundo Riemann -Liouville
A integral fracionária segundo Riemann-Liouville de ordem {\displaystyle \nu } de uma função integrável {\displaystyle f:[0,\infty [\rightarrow R}, denotada por {\displaystyle I^{\nu }} é definida como
{\displaystyle I^{\nu }f(t)\;=\;{\frac {1}{\Gamma (\nu )}}\int _{0}^{t}(t-\tau )^{\nu -1}f(\tau )d\tau },
no qual {\displaystyle \Gamma (\nu )} denota a função Gama de {\displaystyle \nu }.
Embora essa definição seja absolutamente rigorosa do ponto de vista algébrico, a interpretação física e geométrica deste operador ainda não está clara. 

#### Exemplo 1
A integral de de ordem {\displaystyle \nu } de {\displaystyle t^{n}},  em que  {\displaystyle n\in \mathbb {N} }, é {\displaystyle {\frac {\Gamma (n+1)t^{\nu +n}}{\Gamma (\nu +n+1)}}}.
De fato, podemos escrever 
{\displaystyle I^{\nu }t^{n}\;=\;{\frac {1}{\Gamma (\nu )}}\int _{0}^{t}(t-\tau )^{\nu -1}\tau ^{n}d\tau }
Tomando {\displaystyle u\;=\;{\frac {\tau }{t}}}, temos
{\displaystyle I^{\nu }t^{n}\;=\;{\frac {t^{\nu -1}}{\Gamma (\nu )}}\int _{0}^{1}(1-u)^{\nu -1}(ut)^{n}tdu}
{\displaystyle I^{\nu }t^{n}\;=\;{\frac {t^{\nu +n}}{\Gamma (\nu )}}\int _{0}^{1}(1-u)^{\nu -1}u^{n}du}
no qual o termo {\displaystyle \int _{0}^{1}(1-u)^{\nu -1}u^{n}du} é a função Beta.
Com isso usando a relação entre função Gama e função Beta, concluí-se que
{\displaystyle I^{n}t^{\nu }\;=\;{\frac {\Gamma (n+1)t^{\nu +n}}{\Gamma (\nu +n+1)}}}.
Em particular, temos  {\displaystyle I^{\frac {1}{2}}t^{2}\;=\;{\frac {2}{{\frac {15}{8}}{\sqrt {\pi }}}}t^{\frac {5}{2}}}.

#### Exemplo 2
{\displaystyle I^{\alpha }(t-a)^{\beta -1}\;=\;{\frac {\Gamma (\beta )}{\Gamma (\alpha +\beta )}}(t-a)^{\beta +\alpha -1}}

## Propriedades

#### Produto de Convolução
O operador integral de ordem {\displaystyle n} pode ser visto como um produto de  convolução  entre a Função de Gel'fand Shilov
e a função {\displaystyle f(t)}, ou seja, 
{\displaystyle I^{n}f(t)\;=\;\phi _{n}(t)*f(t)}
em que * denota a convolução de Laplace e {\displaystyle \phi _{n}} é a Função de Gel'fand Shilov.

#### Lei dos Expoentes
Sejam {\displaystyle \alpha >0} e {\displaystyle \beta >0}, para as integrais fracionárias é válida a lei dos expoentes, ou seja, {\displaystyle I^{\alpha }[I^{\beta }f(t)]\;=\;I^{\alpha +\beta }f(t)\;=\;I^{\beta }[I^{\alpha }f(t)]}.